# Кондратовский сельсовет
Кондратовский сельсовет — сельское поселение в Беловском районе Курской области Российской Федерации.
Административный центр — село Озерки.

## История
Статус и границы сельского поселения установлены Законом Курской области от 21 октября 2004 года № 48-ЗКО «О муниципальных образованиях Курской области»

## Население
| 2002  | 2010  | 2012  | 2013  | 2014  | 2015  | 2016  |
| ----- | ----- | ----- | ----- | ----- | ----- | ----- |
| 1142  | ↗1324 | ↘1271 | ↘1229 | ↘1201 | ↘1159 | ↘1114 |
| 2017  | 2018  | 2019  | 2020  | 2021  |       |       |
| ↘1105 | ↘1102 | ↘1060 | ↘1054 | ↘943  |       |       |

## Состав сельского поселения
| № | Населённый пункт | Тип населённого пункта       | Население |
| - | ---------------- | ---------------------------- | --------- |
| 1 | Гоптаровка       | село                         | ↘84       |
| 2 | Забужевка        | село                         | ↘260      |
| 3 | Кондратовка      | село                         | ↘435      |
| 4 | Кучеров          | хутор                        | ↘176      |
| 5 | Милаевка         | деревня                      | ↘0        |
| 6 | Озерки           | село, административный центр | ↘369      |